# Лапа, Кристен
Кристен Лапа (эст. Kristen Lapa; 11 февраля 2000, Таллин) — эстонский футболист, вратарь «Флоры».

## Биография
Воспитанник таллинских футбольных школ «Коткад» и «Флора». С 2016 года играл во взрослых соревнованиях за второй и третий составы «Флоры», выступавшие в низших лигах Эстонии. В основной команде «Флоры» дебютировал 17 июня 2018 года на ранних стадиях Кубка Эстонии в матче против клуба «Олимпик-Олибет». В высшем дивизионе сыграл первый матч 3 ноября 2019 года против «Курессааре». В 2021 и первой половине 2022 года выступал на правах аренды за «Курессааре», где был основным вратарём и провёл 31 матч в высшей лиге. Затем вернулся в «Флору». В составе таллинского клуба становился чемпионом Эстонии в сезонах 2019 (1 матч), 2020 (4 матча), 2022 (2 матча), 2023 (не играл), а также финалистом Кубка Эстонии 2022/23 (в финале не играл) и обладателем Суперкубка Эстонии 2024. В сезоне 2024 года стал чаще выходить на поле в составе «Флоры», чередуя матчи с Эвертом Грюнвальдом.
Выступал за сборные Эстонии младших возрастов, провёл 20 матчей.

## Личная жизнь
Предки Кристена Лапа по отцовской и материнской линиям происходят с острова Сааремаа.